# Manfred Hermann Schmid
Manfred Hermann Schmid (* 10. August 1947 in Ottobeuren; † 5. Oktober 2021 in Augsburg) war ein deutscher Musikwissenschaftler und Mozartexperte.

## Leben
In eine musikalische Familie hineingeboren (bereits der Vater Ernst Fritz Schmid war Extraordinarius für Musikwissenschaft und, wie der Urgroßvater Emil Kaufmann, Universitätsmusikdirektor an der Universität Tübingen), entschied sich Schmid nach dem Abitur zunächst für ein Violinstudium am Leopold-Mozart-Konservatorium in Augsburg bei Rudolf Koeckert, bevor er ein Studium der Musikwissenschaft, Philosophie und Kunstgeschichte an den Universitäten Salzburg, Freiburg und München absolvierte. Er studierte Musikwissenschaft u. a. bei Gerhard Croll, Hans Heinrich Eggebrecht und Thrasybulos Georgiades, dessen letzter Doktorand Schmid war. 1975 wurde Schmid mit einer Schrift über „Mozart und die Salzburger Tradition“ zum Dr. phil. promoviert.
Seine Habilitation erfolgte im Jahr 1980 zu dem Thema „Musik als Abbild. Studien zum Werk von Weber, Schumann und Wagner“. Schmid nahm diverse Lehraufträge an den Universitäten München und Bayreuth, den Musikhochschulen in München und Augsburg sowie eine Tätigkeit als Leiter des Münchner Musikinstrumentenmuseums wahr. 1986 wurde Schmid als Nachfolger von Georg von Dadelsen zum Ordinarius für Musikwissenschaft an der Universität Tübingen berufen. 1992/93 war er Gastprofessor an der Universität Salzburg. Zu seinem 60. Geburtstag im Jahr 2007 fand in Tübingen ein Symposium mit dem Titel „Mozart im Zentrum“ statt. Ab Oktober 2012 befand sich Schmid im Ruhestand. Regelmäßig hatte er aber noch Lehraufträge an den Universitäten München und Wien und hielt Vorträge an seinem Tübinger Institut. Von 2010 bis 2017 war er Vorsitzender der Akademie für Mozart-Forschung bei der Stiftung Mozarteum Salzburg.
Schmid war ein international anerkannter Mozartexperte, in seinen Arbeiten widmete er sich jedoch der gesamten europäischen Musiktradition von der Antike bis in die Gegenwart. Deutliche Schwerpunkte lagen dabei auf der Musik der Wiener Klassiker, der deutschen Romantik und der Musik der Renaissance. Weitere Interessengebiete Schmids waren neben der allgemeinen Musikgeschichte v. a. die Musikinstrumentenkunde, die Notationskunde und die Musikethnologie.
Schmid war Herausgeber der Mozart Studien (ISSN 0942-5217, bis 2013, 22. Band bei Schneider, Tutzing, seit 2015 bei Hollitzer Verlag, Wien) und bis 2013 der Tübinger Beiträge zur Musikwissenschaft.
Manfred Hermann Schmid ist auf dem Petersfriedhof Salzburg begraben, in der Kommunegruft, in der auch Michael Haydn und Mozarts Schwester Nannerl bestattet wurden.

## Schriften (Auswahl)
- Die Musikaliensammlung der Erzabtei St. Peter in Salzburg. Teil 1. Internationale Stiftung Mozarteum, Salzburg 1970.
- Mozart und die Salzburger Tradition (= Münchner Veröffentlichungen zur Musikgeschichte. Bd. 24). Schneider, Tutzing 1976, ISBN 3-7952-0196-9.
- Mathias Greiter. Das Schicksal eines deutschen Musikers zur Reformationszeit (= Schriftenreihe Heimatmuseum Aichach. Bd. 2). Mayeer, Aichach 1976.
- Musik als Abbild. Studien zum Werk von Weber, Schumann und Wagner (= Münchner Veröffentlichungen zur Musikgeschichte. Bd. 33). Schneider, Tutzing 1981, ISBN 3-7952-0332-5.
- Theobald Böhm 1794–1881. Die Revolution der Flöte; Katalog der Ausstellung zum 100. Todestag von Boehm, Musikinstrumentenmuseum im Münchner Stadtmuseum (= Veröffentlichungen des Musikinstrumentenmuseums München. Bd. 1). Schneider, Tutzing 1981, ISBN 3-7952-0331-7.
- (Hrsg.): Friedrich Silcher, 1789–1860. Studien zu Leben und Nachleben (= Beiträge zur Tübinger Geschichte. Bd. 3). Theiss, Stuttgart 1989, ISBN 3-8062-0816-6.
- Eine unbekannte Klavierfuge Mozarts von 1782. Zum Tübinger Fragment des Autographs. Schneider, Tutzing 1993.
- Italienischer Vers und musikalische Syntax in Mozarts Opern (= Mozart-Studien. Bd. 4). Schneider, Tutzing 1994, ISBN 3-7952-0798-3.
- Orchester und Soloist in den Konzerten von W. A. Mozart (= Mozart-Studien. Bd. 9). Schneider, Tutzing 1999, ISBN 3-7952-0977-3.
- (mit Petrus Eder): Mozart in Salzburg. Ein Ort für sein Talent. Pustet, Salzburg 2006, ISBN 978-3-7025-0530-1.
- Mozarts Opern. Ein musikalischer Werkführer. Beck, München 2009, ISBN 978-3-406-58261-5.
- Notationskunde. Schrift und Komposition 900-1900 (= Bärenreiter Studienbücher Musik. Bd. 18). Bärenreiter, Kassel 2012, ISBN 978-3-7618-2236-4.
- Späte Gedenken zu Mozart (= Mozart-Studien. Bd. 26). Hollitzer, Wien 2019, ISBN 978-3-99012-567-0.
- Die Villa Bertramka. Facetten der Geschichte einer Mozart-Gedenkstätte in Prag / The Villa Bertramka. Facets of the History of a Mozart Memorial in Prague, hrsg. von Milada Jonášová – Manfred Hermann Schmid, Artefactum, Prag 2021, ISBN 978-8-088-28351-5.
- Beethovens Streichquartette. Auf der Spur musikalischer Gedanken. Ein Werkführer. Bärenreiter, Kassel 2021, ISBN 978-3-662-63593-3.
- (mit Milada Jonášová): Mozarts „Idomeneo“ (= Mozart-Studien. Bd. 28). Hollitzer, Wien 2021, ISBN 978-3-99012-926-5.

Festschrift
- Ann-Katrin Zimmermann, Klaus Aringer (Hrsg.): Festschrift für Manfred Hermann Schmid zum 60. Geburtstag. Schneider, Tutzing 2010, ISBN 978-3-86296-003-3.